# Rivera (Uruguay)
Rivera is een stad in Uruguay en is de hoofdstad van het gelijknamige departement Rivera. De stad telt 64.426 inwoners, wat haar de op vier na grootste stad van Uruguay maakt.
De stad werd gesticht op 20 juli 1867 en werd genoemd naar José Fructuoso Rivera.
Santana do Livramento, vaak gewoon "Santana" of "Livramento" genoemd, is de Braziliaanse zusterstad van Rivera. In tegenstelling tot bijvoorbeeld Salto of Artigas worden Rivera en Santana do Livramento niet gescheiden door een rivier, maar door een plein met bijbehorende laan. In het midden van het plein bevindt zich een brede lijn die tot Uruguay noch Brazilië behoort: het zogenaamde niemandsland.
Een andere bijzonderheid is dat de douanes buiten de stad liggen. Mensen die in Rivera wonen kunnen dus naar hartenlust de grens naar Brazilië overgaan zonder controle.
De twee steden samen hebben een bevolking die de 200.000 inwoners benadert. Door de Braziliaanse invloed kent Rivera een van de meest gerespecteerde carnavalsfeesten van Uruguay en wordt er een mengeling van Spaans en Portugees gesproken, die men portuñol noemt.
In Rivera is ook de oud-Uruguayaanse president Aparicio Méndez (1904-1988) geboren. Hij was president van Uruguay van 1976 tot 1981.

## Geboren
- Hugo de León (1958), voetballer en trainer
- Pablo Bengoechea (1965), voetballer
- Mauricio Lemos (1995), voetballer
- Ronald Araújo (1999), voetballer